# Устилуг (пункт контролю)
50°51′36″ пн. ш. 24°9′25″ сх. д. / 50.86000° пн. ш. 24.15694° сх. д.
Устилуг — пункт пропуску через державний кордон України на кордоні з Польщею.
Розташований у Волинській області, Володимирський район, у місті Устилуг на автошляху Н22. З польського боку розташований пункт пропуску «Зосин» на автошляху  74 в напрямку Грубешева.
Вид пункту пропуску — автомобільний. Статус пункту пропуску — міжнародний.
Характер перевезень — пасажирський, вантажний.
Окрім радіологічного, митного та прикордонного контролю, автомобільний пункт пропуску «Устилуг» може здійснювати фітосанітарний, ветеринарний та екологічний контроль.

## Митний пост
Автомобільний пункт пропуску «Устилуг» входить до складу митного посту «Устилуг» Ягодинської митниці. Код пункту пропуску — 20505 07 00 (11).